# Ronald Ekers
Ronald (Ron) David Ekers FRS FAA (Victor Harbor, 18 de setembro de 1941) é um radioastrônomo australiano. Seus campos de especialidade incluem galáxias ativas, cosmologia e radioastronomia.
Graduado pela Universidade de Adelaide em 1963, obteve um PhD em astronomia na Universidade Nacional da Austrália (ANU) em 1967. Seu supervisor de pós-doutorado na ANU foi o astrônomo John Gatenby Bolton. Depois da pós-graduação na ANU seus primeiros estudos de pós-doutorado foram feitos no Instituto de Tecnologia da Califórnia, tempo durante o qual Richard Feynman e Fred Hoyle eram ativos.
Foi diretor do Very Large Array (VLA) de 1980 a 1987. De 1988 a 2003 foi diretor do Australia Telescope National Facility. Foi presidente da União Astronómica Internacional e membro do Advisory Board do Prêmio Gruber de Cosmologia da Fundação Gruber.

## Honrarias e prêmios
Foi eleito fellow da Australian Academy of Science, foreign member da Academia Real das Artes e Ciências dos Países Baixos em 1993, foreign member da American Philosophical Society em 2003 e membro da Royal Society em 2005.
- 2005 Medalha e Palestra Matthew Flinders, Australian Academy of Science